# جلال منصوری
جلال منصوری (زاده ۲۰ دی ۱۳۰۸) وزنه‌بردار اهل ایران بوده‌است.
وی در بازی‌های المپیک تابستانی ۱۹۵۲ در وزن ۷۵-۶۷.۵ کیلوگرم (Middleweight) شرکت کرده‌است، منصوری با زدن وزنه‌های ۱۰۷.۵ کیلوگرم در یک‌ضرب و ۱۴۰ کیلوگرم در دو ضرب در مجموع در رتبه ۸ رده‌بندی کلی قرار گرفت. همچنین وی در بازی‌های المپیک تابستانی ۱۹۵۶ در وزن ۸۲.۵-۷۵ کیلوگرم (Light-heavyweight) شرکت کرده‌است، منصوری با زدن وزنه‌های ۱۲۲.۵ کیلوگرم در یک‌ضرب و ۱۶۲.۵ کیلوگرم در دو ضرب در مجموع در رتبه ۴ رده‌بندی کلی قرار گرفت.